# Platyspira tanasevitchi
Espèce
Platyspira tanasevitchi est une espèce d'araignées aranéomorphes de la famille des Linyphiidae.

## Distribution
Cette espèce est endémique de Chine. Elle se rencontre au Guizhou et au Hubei dans des grottes karstiques.

## Description
Le mâle holotype mesure 1,67 mm et la femelle paratype 1,68 mm.

## Systématique et taxinomie
Cette espèce a été décrite par Song et Li en 2009.

## Étymologie
Cette espèce est nommée en l'honneur de Andrei V. Tanasevitch.

## Publication originale
- Song & Li, 2009 : « Two new erigonine species (Araneae: Linyphiidae) from caves in China. » Pan-Pacific Entomologist, vol. 85, no 2, p. 58-69.